# Condado de Lassen
O condado de Lassen (em inglês:  Lassen County) é um dos 58 condados do estado americano da Califórnia. Foi fundado em 1864. A sede e única cidade do condado é Susanville.

## Geografia
De acordo com o United States Census Bureau, o condado possui uma área de 12 225 km², dos quais 11 761 km² estão cobertos por terra e 463 km² por água.

## Demografia
Segundo o censo nacional de 2010, o condado possui uma população de 34 895 habitantes e uma densidade populacional de 2,9 hab/km². Possui 12 710 residências, que resulta em uma densidade de 1,1 residências/km².